# NGC 4729
NGC 4729 is een elliptisch sterrenstelsel in het sterrenbeeld Centaur. Het hemelobject werd op 8 juni 1834 ontdekt door de Britse astronoom John Herschel.

## Synoniemen
- ESO 323-16
- MCG -7-27-2
- DCL 314
- A 1248-40
- DRCG 56-55
- PGC 43591